# Faustkeil von Leinsweiler
Der Faustkeil von Leinsweiler ist ein mittelpaläolithisches Werkzeug aus Hornstein, das 1962 in der Nähe von Leinsweiler in der Pfalz gefunden wurde. Es ist eines der ältesten Werkzeuge in Rheinland-Pfalz, denn es wurde auf ein Alter zwischen 350.000 und 120.000 Jahren datiert. Die gute Erhaltung wurde als Anzeichen für ein eher jüngeres Alter von vielleicht 200.000 bis 130.000 Jahren gedeutet. Damit ist das 9,2 cm lange Werkzeug dem Neandertaler zuzuordnen. Der Faustkeil befindet sich im Historischen Museum der Pfalz in Speyer.
Der Anfang März 1962 von Hermann Dausch aus Eschbach zufällig beim Rebenschneiden in der Gewanne „Am Krätzer“ entdeckte Faustkeil besteht aus feinkörnigem Hornstein. Die grobe Bearbeitung wird weniger technischem Unvermögen als vielmehr der Herkunft des Hornsteins zugeschrieben, denn das Ausgangsmaterial, das aus einer lokalen Quelle stammt, ist wenig für eine Verarbeitung zum Werkzeug geeignet.